# 元潭镇
元潭乡，是中华人民共和国四川省巴中市南江县下辖的一个乡镇级行政单位。

## 行政区划
元潭乡下辖以下地区：
元潭社区、凉水社区、元潭村、楠木村、三峰观村、治坪村、回龙观村、石寨子村、九泉村、五梁村、字库村、康家岭村、彭家缘村、新庙村、熊家坝村、下坝村、凉水井村、韩岭村和檬子村。